# Colonização de Ceres

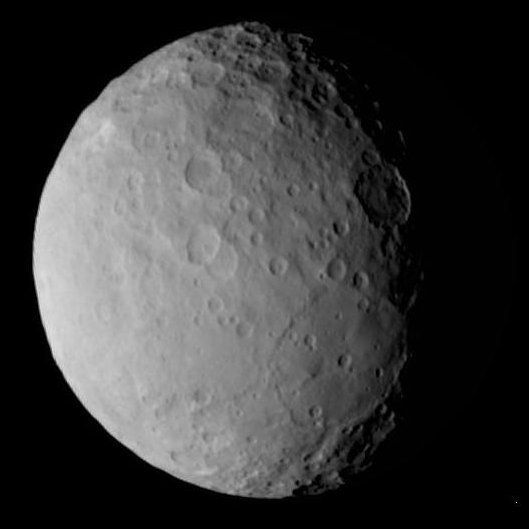
Ceres.

Ceres foi designado como um alvo potencial da colonização do sistema solar interno para a humanidade.

## Condições
Ceres é um planeta anão, situado na cintura de asteroides concentrando perto de um terço da massa da cintura. Ceres tem uma aceleração gravitacional aproximadamente de 2,8% daquela da Terra, à superfície. Observações demonstram que há gelo de água no planeta anão, representando aproximadamente um décimo da quantia da água total dos oceanos da Terra. A energia solar de 150 W/m² ao seu perélio, ou seja, nove vezes mais fraco do que na Terra é no entanto suficientemente importante para permitir a sua utilização.

## Localização estratégica
Ceres poderia passar a ser a base principal e o meio de transportes para as infraestruturas de exploração mineira dos asteroides permitindo assim o transporte dos recursos para Marte, a Lua e a Terra. A sua colonização seria também uma etapa para a colonização do sistema solar externo, tal como os satélites de Júpiter. A sua fraca velocidade de escape e a grande quantidade de gelo de água pode servir para o mantimento em água, combustível e oxigênio para as naves espaciais indo através ou depois ainda da cintura de asteroides.
O estabelecimento de uma colónia permanente em Ceres terá que ser posterior à colonização da Lua ou à de Marte. Por causa do seu meio eixo, Ceres possibilita mais viagens para Marte do que viagens a partir da Terra; além disso, a viagem de Ceres a Marte é inferior da viagem da Terra a Marte. É mais fácil e mais económico de transportar recursos da Lua ou de Marte para Ceres do que da Terra. Tudo indica que os deslocamentos da Lua ou de Marte para Ceres seriam até mais fáceis e mais económicos que um deslocamento da Terra à Lua.

## Dificuldades potenciais
- Ceres não tem campo magnético.

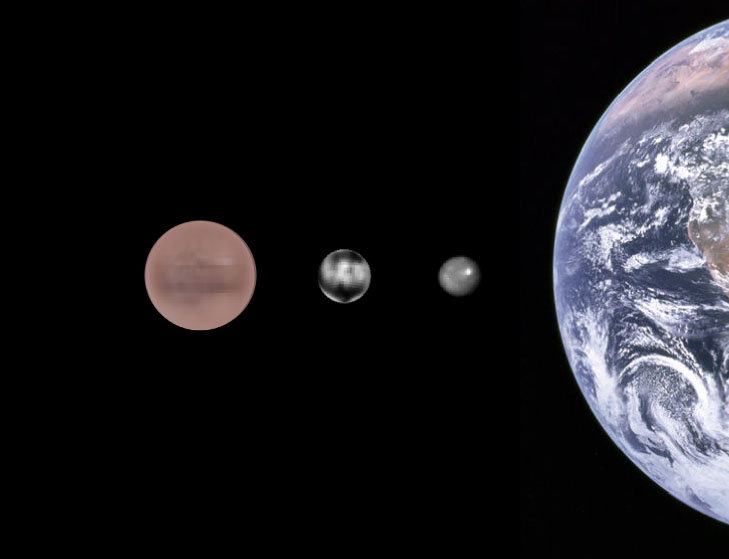
Imagem mostrando Ceres (terceiro a partir da direita) comparado com Plutão, Caronte e a Terra.

- Ceres tem uma gravidade muito débil na sua superfície.
- Ceres recebe relativamente pouco de radiação solar, o que é limitativo em termos de recursos energéticos.
- Ceres é frio, com uma média de -106 °C, com máximos de -34 °C, o que impõe sistemas de aquecimento e de isolação térmica.